# Mütterovo muzeum
Mütterovo muzeum (Mütter Museum) je muzeum lékařství ve Filadelfii v Pensylvánii ve Spojených státech amerických. Nachází se zde kolekce anatomických a patologických exemplářů, voskových modelů a historického lékařského vybavení. Muzeum je součástí Lékařské fakulty ve Filadelfii (The College of Physicians of Philadelphia). Kolekci vzorků muzeu daroval doktor Thomas Dent Mütter v roce 1858. Původně sloužila výzkumu a k výuce.

## Sbírky
V Mütterově muzeu se nachází více než 3000 osteologických exemplářů, včetně celých koster. Jeden z nejslavnějších exemplářů je plně srostlá kostra Harryho Raymonda Eastlacka, který trpěl nemocí zkamenělých lidí (FOP). Eastlack věnoval svou kostru do Mütterovy kolekce, aby napomohl dalšímu výzkumu této nemoci.
V muzeu se nachází také kolekce mokrých vzorků, kterých je téměř 1500 a byly získány během 19. a 21. století. Jsou mezi nimi teratologické vzorky, nádory a další patologie téměř každého orgánu lidského těla.
Nachází se zde voskové modely zobrazující různé exempláře patologií lidského těla. Většina modelů, které vyrobili Tramond of Paris a Joseph Towne of London, se využívala k nácviku namísto reálných těl.
V trvalé expozici muzea se nachází části mozku Alberta Einsteina.